# Kanton Pleslin-Trigavou
 Pleslin-Trigavou    is een kanton van het Franse departement Côtes-d'Armor. Het kanton maakt deel uit van het arrondissement Dinan.

In 2020 telde het 19.891 inwoners.

Het kanton werd gevormd ingevolge het decreet van 13 februari 2014 met uitwerking op 22 maart 2015, met  Pleslin-Trigavou als hoofdplaats.

## Gemeenten
Het kanton omvatte 11 gemeenten bij zijn vorming.
Op 1 januari 2017 werden de gemeenten Plessix-Balisson, Ploubalay en Trégon samengevoegd tot de fusiegemeente (commune nouvelle) Beaussais-sur-Mer.
Sindsdien omvat het kanton volgende 9 gemeenten:
- Beaussais-sur-Mer
- Lancieux
- Langrolay-sur-Rance
- Pleslin-Trigavou
- Plouër-sur-Rance
- Saint-Samson-sur-Rance
- Taden
- Tréméreuc
- La Vicomté-sur-Rance